# Acuerdo de Sunningdale

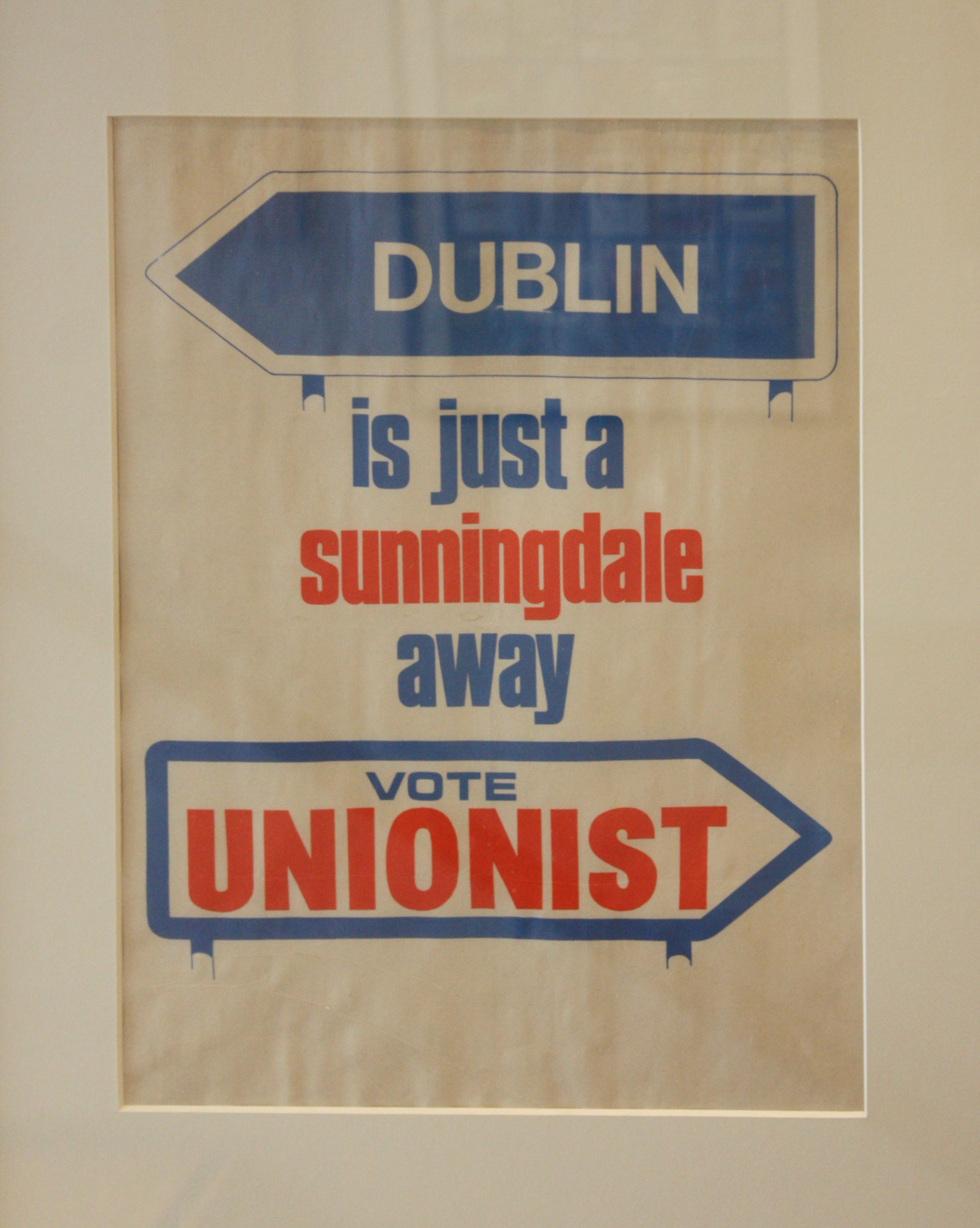
"Dublin is just a Sunningdale Away" (Ulster Unionist Party, 1974), Troubled Images Exhibition, Linen Hall Library, Donegall Square North, Belfast, Northern Ireland, August 2010

El Acuerdo de Sunningdale de 1973 fue un intento de acabar con el Conflicto de Irlanda del Norte forzando a los unionistas a compartir el poder con los nacionalistas. El Acuerdo constaba de tres partes: la elección de una Asamblea de Irlanda del Norte (que sustituiría al Parlamento de Irlanda del Norte), un ejecutivo con el poder compartido entre unionistas y nacionalistas, y la creación de un organismo de colaboración transfronteriza, el Consejo de Irlanda. El Acuerdo fue firmado en la "Civil Service Staff College" (actualmente sede de la "National School of Government") en la ciudad de Sunningdale el 9 de diciembre de 1973. La oposición unionista, los actos violentos del IRA Provisional y, finalmente, la gran huelga general organizada por los lealistas, impidieron que el texto se llevase a la práctica y se abandonó en mayo de 1974.